# 陈偓
陈偓，中国五代十国时期政权南汉官员，在南汉第三位皇帝南汉中宗刘晟年间为宰相。
陈偓家世不详。拜相前，他任户部侍郎。乾和二年（944年），他被授知政事。三月，刘晟杀当时为主要宰相的弟弟中书令、都元帅越王刘弘昌，在朝臣中选择新宰相，廷臣都推举陈偓，遂被加同平章事为宰相。作为宰相的陈偓没有短处和长处，庸懦无能，极少有所建言，只是充宰相之位而已。其离职或去世的时间都没有记载。清朝康熙年间进士陈瑸著《雷祖志》载后主刘鋹大宝十二年（969年）曾派同平章事陈偓单骑试验雷神是否灵验，似当时陈偓仍在相位。